# إدوارد هيث
إدوارد هيث (بالإنجليزية: Edward Heath)‏ سياسي بريطاني من حزب المحافظين (9 يوليو 1916-17 يوليو 2005). تولى رئاسة الوزراء في بريطانيا من 19 يونيو 1970 إلى 4 مارس 1974، وكزعيم حزب المحافظين من 1965 إلى 1975. كان داعماً قوياً للمجتمعات الأوروبية، وبعد الفوز في التصويت الحاسم في مجلس العموم من 336 إلى 244، قاد المفاوضات التي بلغت ذروتها بانضمام بريطانيا إلى المجتمعات الأوروبية في 1 يناير 1973. كاتب السيرة جون كامبل قال أنها كانت، «أفضل ساعة لي هيث». على الرغم من أنه أعتزم أن يكون مبتكراً كرئيس للوزراء، فإن حكومته عانت من صعوبات اقتصادية، بما في ذلك ارتفاع معدلات التضخم وإضرابات التي لم يتمكن من السيطرة عليها. قاد حزبه للهزيمة من قبل حزب العمال مرتين في عام 1974. أصبح خصم قوي لمارغريت ثاتشر، الذي حلت محله كزعيم للحزب في عام 1975.
كانت أصول هيث السفلى من الطبقة المتوسطة غير عادية تماماً بالنسبة لزعيم حزب المحافظين. ومع ذلك، كان قائدا في السياسة الطلابية في جامعة أوكسفورد، وارتفع إلى رتبة مقدم في الحرب العالمية الثانية. عمل لفترة وجيزة في الخدمة المدنية، لكنه استقال من أجل الترشح للبرلمان، وانتخب لبيكسلي في الانتخابات العامة عام 1950. وكان رئيس السوط من 1955 إلى 1959. بعد أن انضم إلى مجلس الوزراء كوزير للعمل في عام 1959، تم ترقيته إلى اللورد بريفي وأصبح فيما بعد رئيس مجلس التجارة. انتخب هيث زعيم الحزب المحافظ في عام 1965؛ واحتفظ بهذا المنصب رغم خسارته للانتخابات العامة لعام 1966.
أصبح هيث رئيس الوزراء بعد فوزه في انتخابات عام 1970. في عام 1971 أشرف على تعشرية النقود البريطانية، وفي عام 1972 اصلح نظام الحكم المحلي في بريطانيا، والحد من عدد من السلطات المحلية وخلق عدد من المدن الكبرى الجديدة. وربما كان الأمر الأكثر أهمية هو أنه أخذ بريطانيا إلى السوق الأوروبية المشتركة في عام 1973. كما أشرفت رئاسة هيث على ارتفاع الاضطرابات في أيرلندا الشمالية، مع تعليق برلمان ستورمونت وفرض الحكم البريطاني المباشر. ولم تنجح المحادثات الغير الرسمية مع مندوبي الجيش الجمهوري الأيرلندي المؤقت، كما كان اتفاق سونينغديل لعام 1973، الذي قاد برلمانيين حزب ألستر الوحدوي إلى الانسحاب من سوط المحافظين.
كما حاول هيث كبح نقابات العمال مع قانون العلاقات الصناعية لعام 1971، معرباً عن أمله في إلغاء قيود الاقتصاد والتنقل من الضرائب المباشرة إلى الضرائب غير المباشرة. لكن، ارتفاع البطالة في عام 1972 أدى إلى إعادة تشكيل الاقتصاد؛ فقد حاول السيطرة على التضخم المرتفع الناتج عن سياسة الأسعار والدخل. أدى إضرابان من عمال المناجم، في عام 1972 وفي بداية عام 1974، إلى إضرار الحكومة؛ وأدى هذا الأخير إلى تنفيذ أسبوع الأيام الثلاثة للحفاظ على الطاقة. وكان هيث قد دعا في نهاية المطاف إلى إجراء انتخابات لشهر فبراير عام 1974 للحصول على تفويض لمواجهة مطالب عمال المناجم إلا أنه أفضى بدلاً من ذلك إلى برلمان معلق حيث حصل حزب العمال على أربعة مقاعد أخرى من المحافظين رغم حصوله على عدد اقل من الاصوات. استقال هيث كرئيس للوزراء بعد محاولة عبثة لتشكيل تحالف مع الحزب الليبرالي. وعلى الرغم من خسارته انتخابات عامة ثانية في أكتوبر من ذلك العام، تعهد بمواصلة قيادة حزبه. في فبراير 1975، تحدت مارغريت ثاتشر وهزمته للفوز على القيادة.
عاد هيث إلى المقاعد الخلفية في البرلمان، وأصبح ناقد نشطً لسياسات تاتشر. وظل في البرلمان حتى تقاعده في انتخابات عام 2001 التي كان أباً لمجلس العموم خلال سنواته التسع الأخيرة. خارج السياسة، كان هيث صاحب يخت من الطراز العالمي وموسيقي موهوب. توفي في عام 2005. وكان واحداً من أربعة رؤساء وزراء بريطانيين لم يتزوجوا أبداً.
وفي أغسطس 2015، أعلنت شرطة ويلتشير بدء «عملية الصنوبرية»، وهي تحقيق بعد وفات هيث عن الحوادث التاريخية للإيذاء الجنسي.

## مطلع حياته
ولد إدوارد هيث في مقاطعة كنت، برودستيرز، شارع ألبيون 54 في 9 يوليو عام 1916، والده هو وليم جورج هيث (1888-1976)، كان نجارًا بنى هياكل الطائرات لفيكرز المحدودة خلال الحرب العالمية الأولى، ووُظف لاحقًا كبنّاء، ووالدته هي إديت آن هيث (اسمها عند الولادة بانتوني، 1888-1951)، كانت تعمل كخادمة. أصبح والده فيما بعد رجل أعمال صغير ناجح بعد توليه زمام أمور شركة بناء وتصميم. دار جد هيث من جهة أبيه شركة صغيرة لإنتاج الحليب ومشتقاته، وعندما فشل في عمله عمل كحمّال في محطة بروستيرز على السكك الحديدية الجنوبية. كان إدوارد في عامه الرابع عندما وُلد أخوه جون، لم يكن هنالك شك أن إدوارد كان «الأخ المفضل». كان يُعرف هيث بـ«تيدي» عندما كان شابًا. درس في مدرسة قواعد تشاثام هاوس في رامسغيت، ذهب في عام 1935 بمساعدة منحة المقاطعة للدراسة في كلية باليول بجامعة أوكسفورد.
في السنوات اللاحقة، هزأت مجموعة مونتي بايثون من لهجة هيث غريبة الأطوار، بأحرفه الصوتية «المضغوطة» المترافقة مع تلفظه غير التقليدي لـ«I» مثل «W» و«out» مثل «eout»، وذلك في المقطع الصوتي «علّم نفسك هيث» (الذي أُصدر على قرص مرن مقاسه 7 بوصات ضمن النسخ الأولية لأسطواناتهم الكبيرة في عام 1972 السجل السابق لمونتي بايثون). يخمّن كاتب سيرة هيث جون كامبل أن لفظه لا بد أن يكون قد خضع «لتغيير بالغ أثناء احتكاكه مع أكسفورد»، على الرغم من احتفاظه بعناصر لفظ كنت، وذلك على عكس والده وأخيه الأصغر اللذين تكلما بلهجة كنت.

## أكسفورد
ظفر هيث، الذي كان موسيقيًا موهوبًا، بمنحة الأورغان للكلية في فصله الدراسي الأول (حاول سابقًا الحصول على محنة الأورغان في كلية سانت كارثينز في جامعة كامبريدج، وكلية كيبل في جامعة أكسفورد) والتي مكنته من البقاء في الجامعة لأربع سنوات، وتخرج في النهاية بدرجة البكالوريوس مع مرتبة الشرف الثانية في الفسلفة والسياسية والاقتصاد في عام 1939.
وأصبح هيث نشيطًا أثناء فترة الجامعة في سياسات المحافظين. وحول القضية السياسية المهمة في تلك الأيام، السياسية الخارجية، عارض حكومة المحافظين المسيطرة في تلك الأيام بطريقة أكثر انفتاحًا. كانت أول ورقة خطابية له (أي خطاب رائد مصنف ضمن جدول الأعمال إلى جانب الضيوف المتحدثين الزائريين) في اتحاد أكسفورد، في فصل ميخائيل (الفصل الدراسي الأول من السنة الدراسية) لعام 1936، وتناول الخطاب معارضة تسوية ألمانيا في استردادها لمستعمراتها، المصادرة خلال الحرب العالمية الأولى.
انتُخب في يونيو عام 1937 رئيسًا لجمعيات المحافظين في جامعة أكسفورد كمرشحٍ موالٍ للجمهورية الإسبانية، في مواجهة جون ستوكس الموالي لفرانكو (الذي أصبح فيما بعد عضو برلمان محافظ). أصبح في عام 1937-38 رئيس مجلس إدارة الاتحاد الوطني لجمعيات محافظي الجامعة، وتعين في نفس العام (عامه الثالث في الجامعة) أمين سر ثم أمين مكتبة لاتحاد أكسفورد. خسر في نهاية السنة رئاسة اتحاد أكسفورد أمام مرشح آخر عن باليول، آلان وود، حول قضية فيما إذا كان يتوجب على حكومة تشامبرلين أن تفسح المجال للجبهة اليسارية، إذ دعم هيث الحكومة.
كان هيث في سنته الأخيرة رئيسًا لمكتب الطلاب غير المتخرجين في جامعة باليول، المكتب الذي أنشأه دينس هيلي وروي جينكينز في السنوات اللاحقة، وعلى هذا الأساس دُعي لدعم رئيس كلية باليول ألكسندر ليندسي، الذي ترشح بصفته مرشحًا «تقدميًا مستقلًا» مناهضًا للتسوية ضد المرشح المحافظ السرسمي، كوينتين هوغ، في الانتاخبات التكميلية لأكسفورد عام 1938.
تقدم هيث بنفسه ليكون المرشح المحافظ للانتخابات التكميلية، واتهم الحكومة في مناظرة الاتحاد في أكتوبر بـ«إدارة الخدود الأربعة» لأدولف هتلر (أي بمعنى الرضوخ له)، وانتُخب رئيسًا لاتحاد أكسفورد في نوفمبر 1938، تحت كفالة باليول، وذلك بعد ربحه المناظرة الرئاسية «لا يثق هذا المجلس في الحكومة كما شُكلت في السابق». وبهذا كان هو الرئيس في فصل هيلاري (الفصل الدراسي الثاني في جامعة أكسفورد) لعام 1939، وصفه الزائر ليو أميري في مذكراته بأنه «شاب لطيف».
سافر هيلث المرحلة الجامعية في أنحاء أوروبا. وتغذت معارضته للتسوية عند مشاهدته المباشرة لرالي نورنبرغ في عام 1973، حيث التقى النازيين البارزين هيرمان غورينغ ويوزف غلوبز وهاينريش هيملر في حفلة كوكتيل لشوتزشتافل. وصف لاحقًا هيملر بأنه «الرجل الأكثر شرًا ممن قابلتهم على الإطلاق». بقي في ألمانيا لشهرين من أجل تعلم الألمانية، ولكنه لم يحافظ على طلاقته في اللغة في الأيام التالية. في عام 1938 زار برشلونة، لكنه تعرض لهجوم من القوات الوطنية الإسبانية خلال الحرب الأهلية الإسبانية. في أحد المرات تعرضت السيارة التي كان يستخدمها لإطلاق نار من رشاشات، وبينما في مرة أخرى ضربت قنبلة فندقه فيما كان هو يراقب غارة جوية من الخارج. سافر في صيف 1939 إلى بولندا وغدانسك برفقة صديقه اليهودي مادرن سيلغمان. وعادا من الرحلة عن طريق رحلات الأتوستوب والقطارات في أرجاء ألمانيا أثناء حشد الجنود، وعادوا إلى بريطانيا قبل إعلان الحرب مباشرة.

## الحرب العالمية الثانية
أمضى هيث أواخر العالم 1939 ومطلع العام 1940 في جولة مناقشة في الولايات المتحدة قبل استدعائه. في 22 مارس عام 1941، تلقى تعيينًا طارئًا كملازم ثان في المدفعية الملكية البريطانية. خدم أثناء الحرب العالمية الثانية في البداية بمدافع ثقيلة مضادة للطائرات حول ليفربول (التي عانت من قصف ألماني عنيف في مايو عام 1941) وبحلول مطلع العام 1942 أصبح معاونًا فيلقيًا برتبة نقيب.
شارك هيث كمعاون في إنزال النورماندي، حيث التقى رئيس خارجية فرنسا في عهد بومبيدو. وكونه قائدًا مؤقتًا لمدفعيته الخاصة، قدم دعمًا مدفعيًا لحملات الحلفاء في فرنسا وألمانيا في 1944-55، ونال إشادة بذكره في التقارير العسكرية في 8 نوفمبر عام 1945.
لاحظ هيث فيما بعد، عند تقدم القوات البريطانية، الدمار الذي تسبب به قصف مدفعية وحدته، رغم عدم قتله شخصيًا لأي شخص. قاد في سبتمبر عام 1945 فرقة الإعدام بالرصاص وأعدم جنديًا بولنديًا مدانًا بالاغتصاب والقتل. وعُين عضوًا في الرتبة الإمبراطورية البريطانية، الفرقة العسكرية (إم بي إي) في 24 يونيو عام 1946. سُرّح في أغسطس عام 1946 ورُقي لمرتبة مقدم 1 مايو عام 1947.
انضم إلى مجموعة المدفعية الشرفاء (تش إيه سي) بصفته مقدم في 1 سبتمبر عام 1951، وبقي من خلالها نشيطًا في خمسينيات القرن العشرين، ورُقي إلى قائد للكتيبة الثانية، وما زالت صورته الشخصية بالزي العسكري الكامل معلقة في غرفة طويلة في إتش إيه سي. في أبريل عام 1971، عندما كان رئيسًا للوزراء، ارتدى شارة المقدم الخاصة به عند تفقده للجنود.

## روابط خارجية
- إدوارد هيث على موقع IMDb (الإنجليزية)
- إدوارد هيث على موقع الموسوعة البريطانية (الإنجليزية)
- إدوارد هيث على موقع مونزينجر (الألمانية)
- إدوارد هيث على موقع ميوزك برينز (الإنجليزية)
- إدوارد هيث على موقع إن إن دي بي (الإنجليزية)
- إدوارد هيث على موقع قاعدة بيانات الفيلم (الإنجليزية)